# Globel
Globel este o localitate din comuna Sodražica, Slovenia, cu o populație de 108 locuitori.